# Генрих IV (король Англии)
Генрих IV Болингброк (англ. Henry IV of Bolingbroke, весна 1367, замок Болингброк, Линкольншир — 20 марта 1413, Вестминстер) — 3-й граф Дерби в 1377—1399, 3-й граф Нортгемптон и 8-й Херефорд в 1384—1399, 1-й герцог Херефорд в 1397—1399, 2-й герцог Ланкастер, 6-й граф Ланкастер и 6-й граф Лестер в 1399, король Англии с 1399, сын Джона Гонта, герцога Ланкастерского, и Бланки Ланкастерской, основатель Ланкастерской династии.
В молодости Генрих участвовал в дворянской оппозиции, стремившейся ограничить власть короля Ричарда II Бордосского, но затем, в 1388 году, вступил с королём в союз. С 1390 по 1392 годы вёл жизнь странствующего рыцаря в континентальной Европе и в Палестине, участвуя в том числе в гражданской войне в Великом княжестве Литовском. В 1397 году получил титул герцога Херефордского, но вскоре король, воспользовавшись ссорой Генриха с герцогом Норфолкским Томасом Моубреем, изгнал обоих из Англии.
В 1399 году после смерти Джона Гонта Ричард II конфисковал его владения. Генрих против воли короля вернулся в Англию и поднял мятеж. Его поддержали многие родовитые дворяне. Ричард был низложен, и после его смерти вакантный престол занял Генрих Болингброк под именем Генрих IV. Во время своего правления ему пришлось подавлять несколько мятежей английской знати, а также восстание в Уэльсе и защищаться от нападений шотландцев. В 1401 году он принял статут, направленный против движения лоллардов.